# Cyperus cyperinus
Cyperus cyperinus är en halvgräsart som först beskrevs av Anders Jahan Retzius, och fick sitt nu gällande namn av Willem Frederik Reinier Suringar. Cyperus cyperinus ingår i släktet papyrusar, och familjen halvgräs. Inga underarter finns listade i Catalogue of Life.

## Bildgalleri

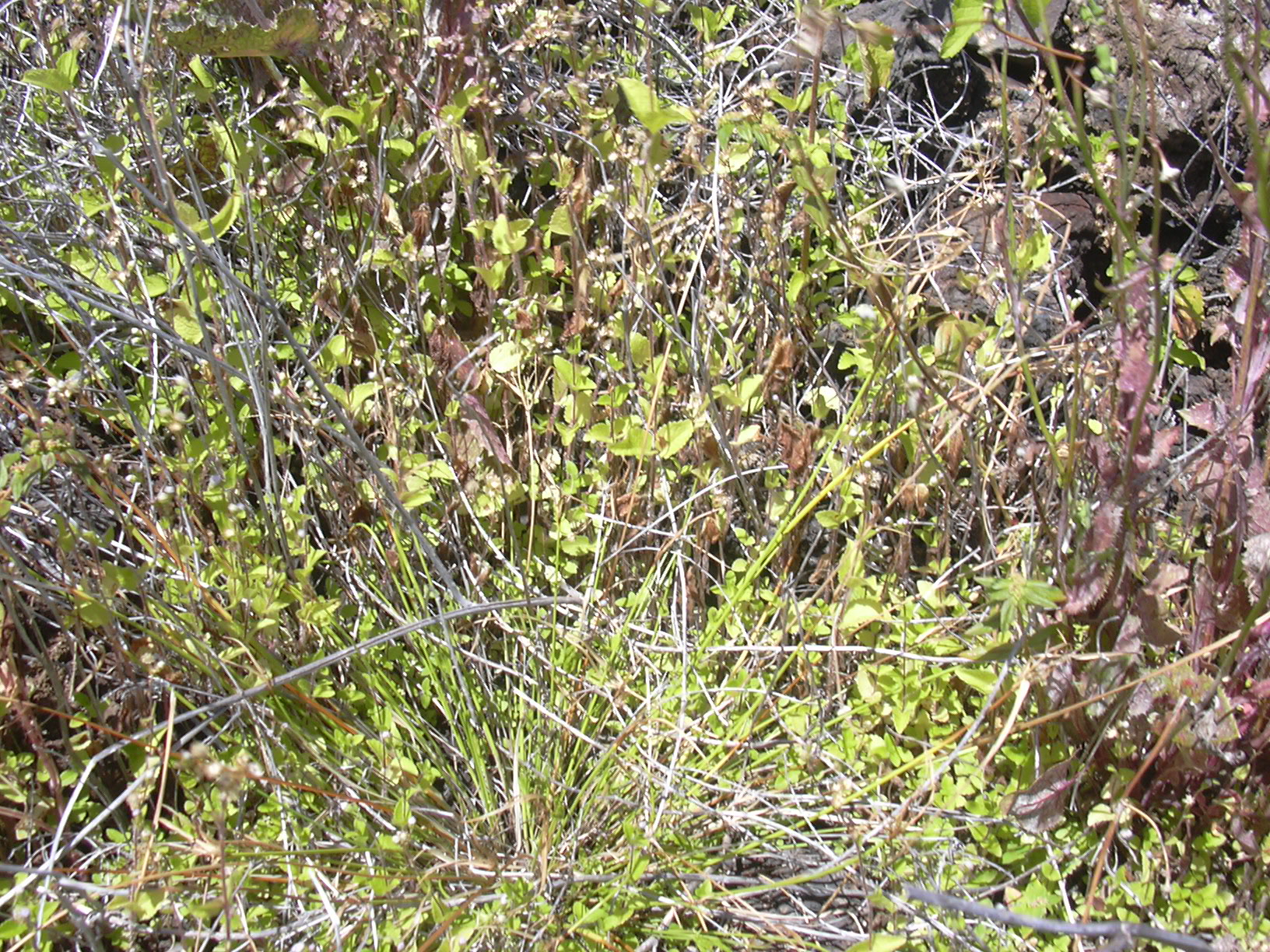
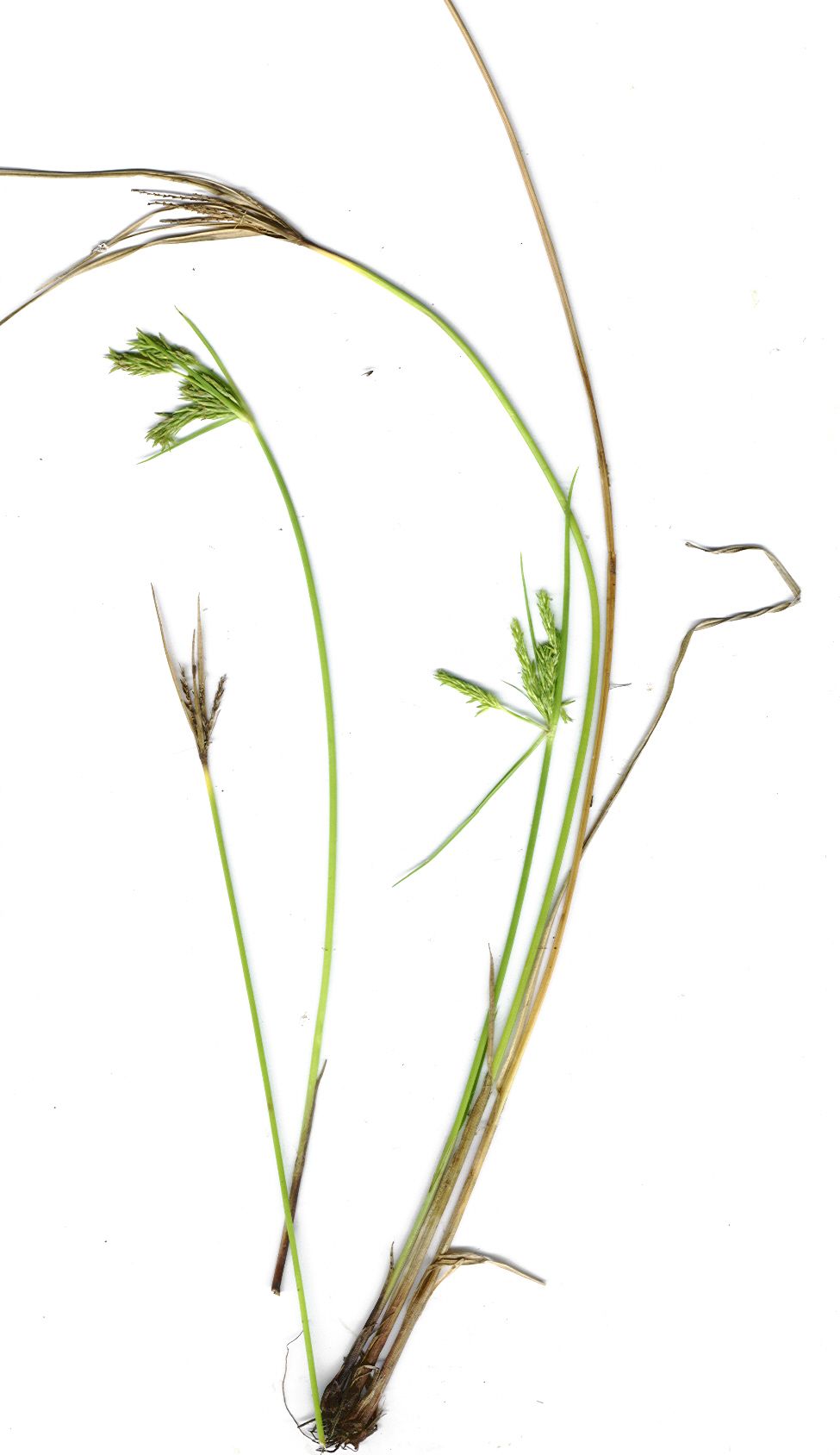
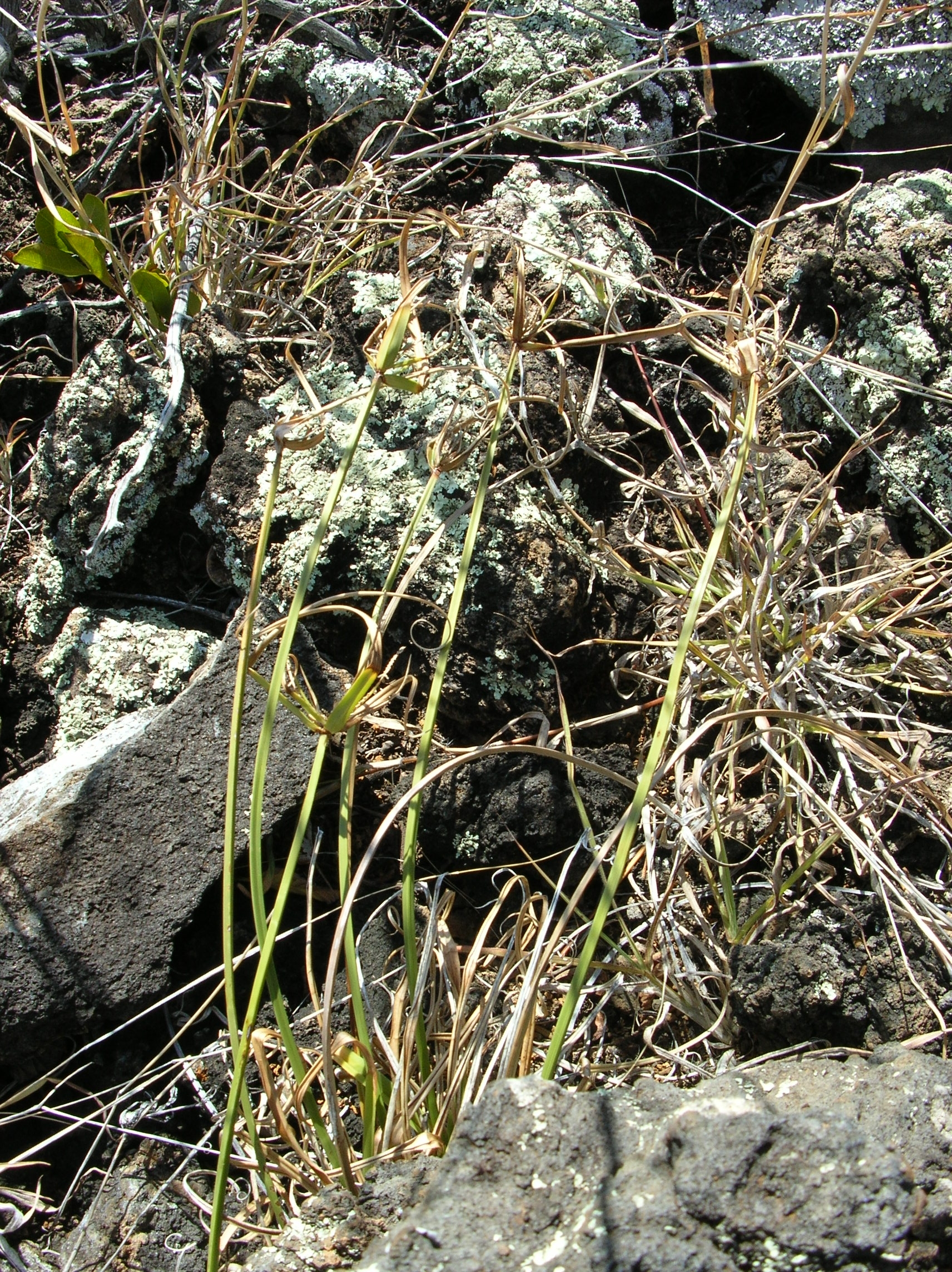
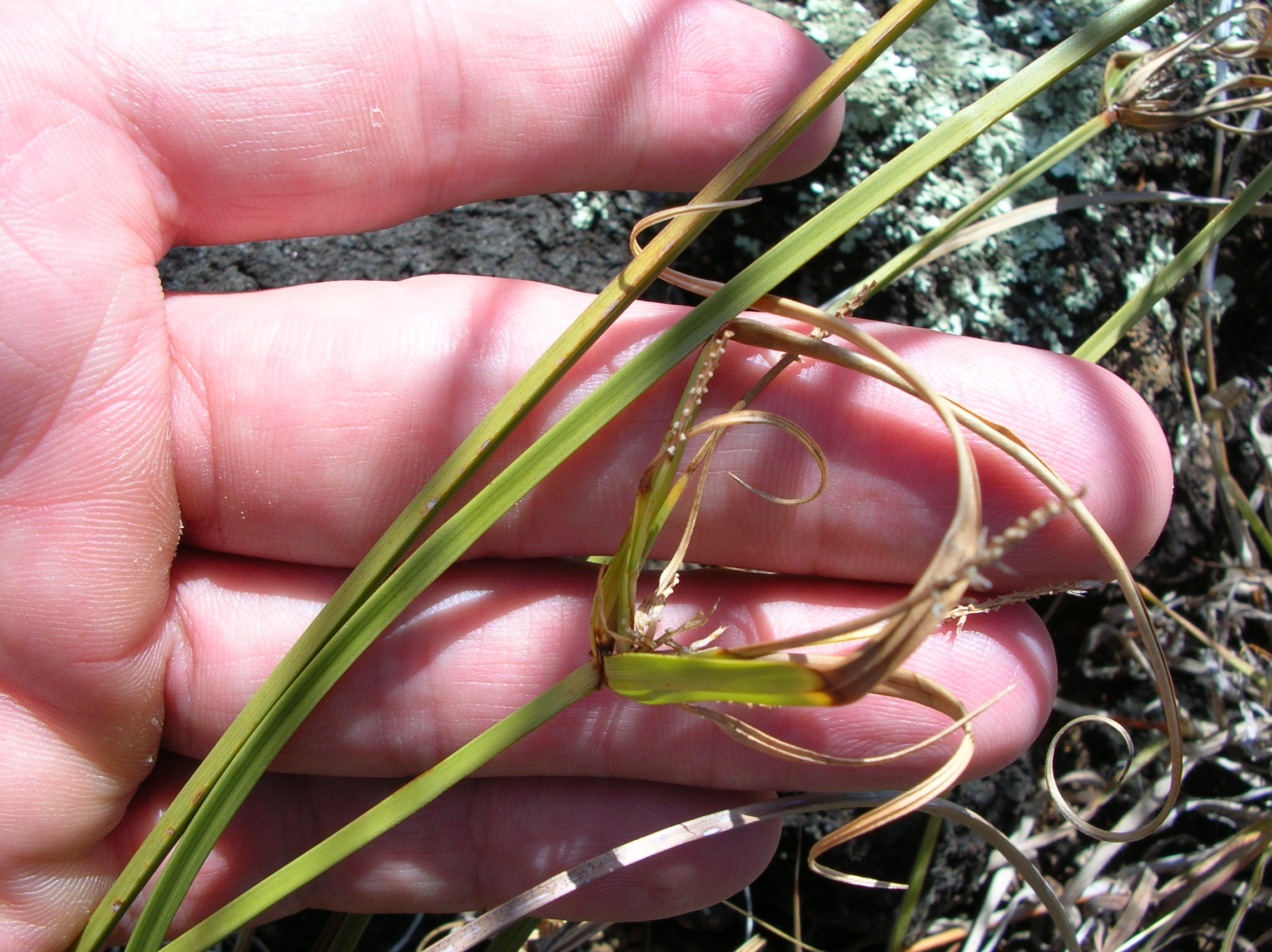